# 六桥街道
六桥街道，是中华人民共和国贵州省毕节市威宁彝族回族苗族自治县下辖的一个街道办事处。
2013年11月27日，贵州省人民政府批复同意从草海镇析置六桥街道，辖星光社区、威昭路社区、建设东路社区、中山路社区、民享路社区、解放路社区、威宣路社区、县府路社区、南泉路社区、人民中路社区、建设西路社区和龙凤村、响塘村、前进村、塔山村、富民村、鸭子塘村、大马城村、草海村，街道办事处驻星光社区。

## 行政区划
六桥街道下辖以下地区：
威昭路社区、南泉路社区、人民中路社区、县府路社区、建设西路社区、解放路社区、中山路社区、建设东路社区、民享路社区、威宣路社区、塔山村、龙凤村、星光村、富民村、前进村、响塘村、鸭子塘村、大马城村和草海村。